# Goreljek
Goreljek je naselje v Občini Bohinj. Leži na istoimenski planini na Pokljuki.
Naselje Goreljek se je razvilo iz nekdanje planine koprivniških kmetov, ki poleti še vedno deluje kot živa planina, na kateri se pase govedo, katerega nekateri kmetje še vedno molzejo in mleko sirijo. Stalnega prebivalstva je malo, velika večina objektov (preko 100) pa so počitniške hišice, ki obkrožajo Visoko barje Goreljek na katerem je Triglavski narodni park uredil učno pot.
Goreljek sestavljata Zgornji in Spodnji Goreljek. Zgornji Goreljek obkrožen s pokljuškimi smrekovimi gozdovi leži na višini okoli 1250 mnm na usedlinah nekdanjega jezerca na morenskih tleh.